# Bellona (Insel)
Bellona, polynesisch Mu Ngiki, ist eine kleine Insel des westpazifischen Inselstaats Salomonen. Sie liegt 175 km südlich von Guadalcanal und 220 km südwestlich von San Cristobal (Makira).
Bellona ist 11,5 km lang und 3 km breit. Mit ihrer 25 km südöstlich gelegenen größeren Nachbarinsel Rennell bildet sie die salomonische Provinz Rennell und Bellona.
Die Insel wurde 1793 von englischen Seeleuten an Bord des Handelsschiffes Bellona für die westliche Welt entdeckt.
In den zehn Dörfern auf Bellona wohnen 993 Personen, hauptsächlich Polynesier, die außerhalb des Polynesischen Dreiecks in einer sogenannten polynesischen Exklave leben.

## Gliederung
Historisch war Bellona in drei Distrikte gegliedert:
- Sa'aiho (West Bellona) (2,72 km²)
- Ghongau (zentral) (10,76 km²)
- Matangi (Osten) (3,68 km²).

Heute umfasst Bellona vier der 10 provincial wards der Provinz Rennell und Bellona:
- Ward 7 (Matangi) 144 Einwohner
- Ward 8 (East Ghongau) 265 Einwohner
- Ward 9 (West Ghongau) 350 Einwohner
- Ward 10 (West Bellona) 250 Einwohner

### Dörfer
Die zehn Dörfer heißen (von West nach Ost):
| - Matahenua/Matamoana - Honga'ubea - Tongomainge - Ngotokanaba - Pauta - Ngongona - Gongau - Ahenoa - Matangi - NukuTonga |